# Наташа Рамбова
Наташа Рамбова (англ. Natacha Rambova, уроджена Вініфред Кімбол Шонессі (Winifred Kimball Shaughnessy), (19 січня 1897 , Солт-Лейк-Сіті  — 5 червня 1966 , Пасадіна, Каліфорнія )) — американська художниця-костюмер, декоратор, актриса німого кіно та єгиптолог.

## Життєпис
Народилася 1897 року в Солт-Лейк-Сіті в сім'ї мормонів. Її дитинство пройшло в Сан-Франциско, а освіту вона здобула у Великій Британії. Після повернення до США Рамбова розпочала кар'єру танцівниці у Нью-Йорку під керівництвом балетмейстера Федора Козлова. У 19-річному віці переїхала до Лос-Анджелесу, де наступні роки працювала дизайнером костюмів для голлівудських фільмів.
Незабаром вона познайомилася з Рудольфом Валентино, за якого в 1923 році вийшла заміж. Незабаром з'ясувалося, що на той момент розірвання попереднього шлюбу Валентино не було офіційно завершено, через що він потрапив під суд як двоєженець.
Шлюб із популярним актором приніс їй широку популярність у шоу-бізнесі. Проте друзі та колеги Валентино відгукувалися про Рамбову вкрай негативно, звинувачуючи її у низці його провалів у кіно. При цьому і сам актор швидко охолодів до Рамбової і навіть вніс у контракт зі студією вимогу, щоб її не допускали на майданчик під час його зйомок. Після розставання в 1925 році вона повернулася до Нью-Йорку, де відкрила власний магазин одягу на Мангеттені.
Наприкінці 1931 року Рамбова, стурбована економічною ситуацією в США після Великої депресії, закрила свій магазин одягу і оселилася у Франції в містечку Жюан-ле-Пен. Під час одного з круїзів на Балеарські острови вона познайомилася з іспанським аристократом Альваро де Урсайсом, за якого в 1932 році вийшла заміж. Пара оселилася на Майорці, де займалася відновленням і продажем занедбаних іспанських вілл.
У січні 1936 року Рамбова з чоловіком вперше побувала в Єгипті, де відвідала стародавні пам'ятки Мемфіса, Луксора і Фів, які справили на неї величезне враження та визначили її подальші інтереси. Незабаром після їх повернення до Іспанії там почалася громадянська війна, і її чоловік вступив до лав профашистської націоналістичної армії. Сама Рамбова покинула Іспанію, оселившись у сімейному замку в Ніцці. На той час стосунки між подружжям ускладнилися, і незабаром пара розлучилася. Після вторгнення нацистів до Франції у червні 1940 року Рамбова повернулася до Нью-Йорка.
У 1940-ті роки вона захопилася метафізикою, астрологією, поєднавши це зі своїм захопленням єгиптологією. Рамбова двічі отримала великі приватні гранти вивчення символів і систем вірувань Стародавнього Єгипту. В 1954 році вона передала в дар Університету Юти свою велику колекцію єгипетських артефактів, накопичених за час експедицій.
На початку 1950-х років у Рамбової розвинулася склеродермія, що згодом призвело до розладів психіки та недоїдання. В 1965 році їй був поставлений діагноз параноїдальний психоз, після чого двоюрідна сестра перевезла її до себе в Каліфорнію. Останній рік свого життя Наташа Рамбова провела в лікарні та будинку для літніх людей, де померла від серцевого нападу на 70-му році життя. Її тіло було кремоване, а прах розвіяний у лісі на півночі Аризони.
У 1975 році на екрани вийшов фільм «Легенда Валентино», де роль Рамбової виконала Іветт Мімо, а в картині «Валентино» 1977 року її зіграла Мішель Філліпс. Персонаж Рамбової також з'являється у белетризованому вигляді у серіалі «Американська історія жаху: Готель» у виконанні Александри Даддаріо.

## Фільмографія
| Рік  | Назва                    | Роль            | Примітки                                                                     | Покл.  |
| ---- | ------------------------ | --------------- | ---------------------------------------------------------------------------- | ------ |
| 1917 | Жінка, про яку забув Бог | Н/Д             | Дизайнерка костюмів                                                          | [ 29 ] |
| 1920 | Навіщо міняти дружину?   | Н/Д             | Дизайнерка костюмів                                                          | [ 30 ] |
| 1920 | Є про що подумати        | Н/Д             | Художній керівник, Дизайнерка костюмів                                       | [ 30 ] |
| 1920 | Мільярди                 | Н/Д             | Художній керівник, Дизайнерка костюмів                                       | [ 31 ] |
| 1921 | Заборонений плід         | Н/Д             | Дизайнерка костюмів                                                          | [ 31 ] |
| 1921 | Дама з камеліями         | Н/Д             | Художній керівник, Дизайнерка костюмів не зазначена                          | [ 31 ] |
| 1921 | Афродіта                 | Н/Д             | Художній керівник, Дизайнерка костюмів (never made)                          | [ 31 ] |
| 1922 | За Скелями               | Н/Д             | Костюмер Валентино                                                           | [ 31 ] |
| 1922 | Молодий раджа            | Н/Д             | Дизайнерка костюмів не зазначена                                             | [ 31 ] |
| 1922 | Ляльковий дім            | Н/Д             | Художній керівник, Дизайнерка костюмів                                       | [ 31 ] |
| 1923 | Соломія                  | Н/Д             | Художній керівник, Дизайнерка костюмів, авторка Credited as Peter M. Winters | [ 31 ] |
| 1924 | The Hooded Falcon        | Н/Д             | Дизайнерка костюмів, set decorator, авторка (never made)                     | [ 31 ] |
| 1924 | Мосьє Бокер              | Н/Д             | Дизайнерка костюмів, авторка                                                 | [ 31 ] |
| 1924 | Святий диявол            | Н/Д             | Художній керівник, Дизайнерка костюмів, авторка                              | [ 31 ] |
| 1925 | Яка ціна краси?          | Н/Д             | продюсерка, авторка                                                          | [ 31 ] |
| 1926 | Коли любов охолоне       | Маргарет Бенсон | Ориг. назва: Чи одяг робить жінку?                                           | [ 31 ] |